# Lumino
Lumino (in tedesco Lugmin, desueto, in dialetto ticinese Lümìn, in dialetto locale Lumín) è un comune svizzero di 1 416 abitanti del Canton Ticino, nel distretto di Bellinzona.

## Geografia fisica

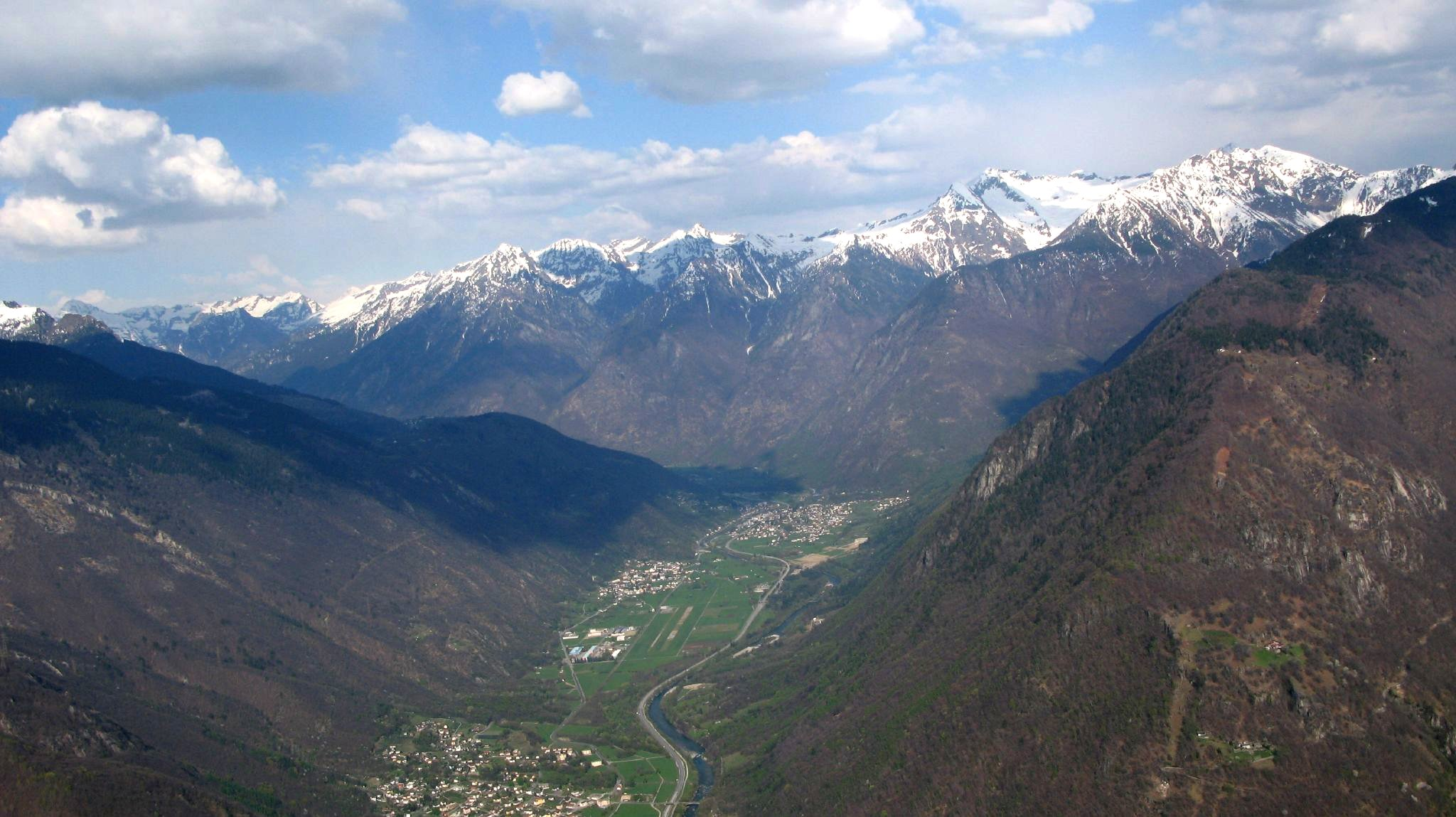
Veduta aerea della Val Mesolcina: in primo piano l'abitato di Lumino, seguito da quelli di Molinazzo d'Arbedo, Roveredo e San Vittore

Il comune confina con il Canton Grigioni ed è situato all'inizio della Val Mesolcina. Il territorio comprende i Monti di Savorù, i Monti di Loga, i Monti di Vaticcio e una parte dei Monti di Parusciana (si trovano iscritte nel registro per la riscossione delle taglie del comune di Lumino nell'anno 1882 cinque cascine, di cui una diroccata, di tale monte).
Nel territorio di Lumino scorre la Moesa, fiume che in passato è straripato diverse volte.

## Storia

### XII-XVII secolo
Lumino viene citato per la prima volta in un documento del 1138 dove la diocesi di Como e la chiesa di Sant'Abbondio riportano il possesso di «manso cum casis» in «locus de Silvam de Lugumino» che sono gravati da decime o lugminarie dovute alla chiesa collegiata dei Santi Pietro e Stefano di Bellinzona. Nella chiesa parrocchiale dedicata a san Mamete (attestata nel 1237) e a santa Caterina c'era una vasca in granito per il deposito dell'olio di noce dovuto alla chiesa. Nell'aprile del 1959 erano presenti nell'archivio comunale documenti a partire dal 1350.
Il 29 giugno 1478 si fissarono i confini con San Vittore.

### XVIII secolo
Durante le guerre napoleoniche, il 3 ottobre 1798 un corpo d'armata di sei-settemila fanti scese nella Val Leventina dal passo del San Gottardo e si ripartì nelle varie parti dei cantoni di Bellinzona e di Lugano. Parte numerosa di questa truppa si accampò nel contado di Bellinzona, in particolare sul piano di Lumino, e le comunità vennero obbligate a fornirle razioni di carne, legna, burro, latte, ecc.; inoltre cavalli, muli e buoi furono requisiti con la violenza, privando di sostentamento i già spogliati abitanti.
All'avvistamento dei primi francesi, gli austriaci dislocati in Val Leventina tra Faido e Bodio (cinquemila fanti) raggiunsero le truppe trincerate sul piano di Lumino e dei Monti di Bassa; si disposero al combattimento in trincee, alcune delle quali ancora visibili. I francesi rimandarono al giorno seguente l'impresa di spazzare il ponte sulla Moesa di Castione fortemente protetto da fucilieri e da artiglieri. Di buon'ora iniziarono violente le scariche di fucile e di cannonate dalle due rive del fiume. Dopo cinque-sei ore d'aspro combattimento, le forze austriache furono travolte e costrette a riparare verso il Monte Ceneri. il 31 maggio i francesi entrarono a Bellinzona e il giorno dopo tutti gli austriaci furono allontanati dal Sopraceneri.
L'armata francese che si accampò sul piano di Lumino per otto-dieci giorni passò il ponte sulla Moesa a Castione i giorni 8 giugno e 10 giugno, ma fino a settembre fu un continuo passaggio di truppe e quindi ricerche di merci, in particolare di pane, legumi, granaglie, ecc., ormai divenuti rari: ogni casa, ogni bugigattolo veniva messo sottosopra. Il 10 maggio 1799 dodicimila francesi s'accamparono tra la Moesa e il villaggio di Lumino. Nel settembre 1799 transitò sul ponte della Moesa l'esercito di ventiduemila uomini del generale russo Aleksandr Vasil'evič Suvorov, diretto a Zurigo allo scopo di combattere l'esercito francese guidato dal generale Andrea Massena (operazione militare nota come campagna svizzera di Suvorov).

### XIX-XXI secolo
Dal territorio di Lumino nel 1820 fu scorporata la località di Castione, aggregata al comune soppresso di Arbedo per formare il nuovo comune di Arbedo-Castione.

## Monumenti e luoghi d'interesse
- Chiesa parrocchiale di San Mamete, una tra le più antiche chiese del Ticino e della Mesolcina, documentata a partire dal 1237[1]. Non è inoltre da escludere l'esistenza di fasi più antiche della chiesa stessa: durante i lavori per la costruzione della strada cantonale (1821-1824) sono stati rinvenuti dei muri medioevali, presumibilmente appartenenti all'edificio[6];
- Chiesa-oratorio di Santa Maria della Visitazione;
- Chiesa-oratorio della Madonna della Salute o di Berté, documentata dal XVI secolo[7];
- Capanna Brogoldone, posta a 1 910 m s.l.m. nelle vicinanze del Pizzo di Claro.

## Società

### Evoluzione demografica
L'evoluzione demografica è riportata nella seguente tabella:
Abitanti censiti

## Infrastrutture e trasporti

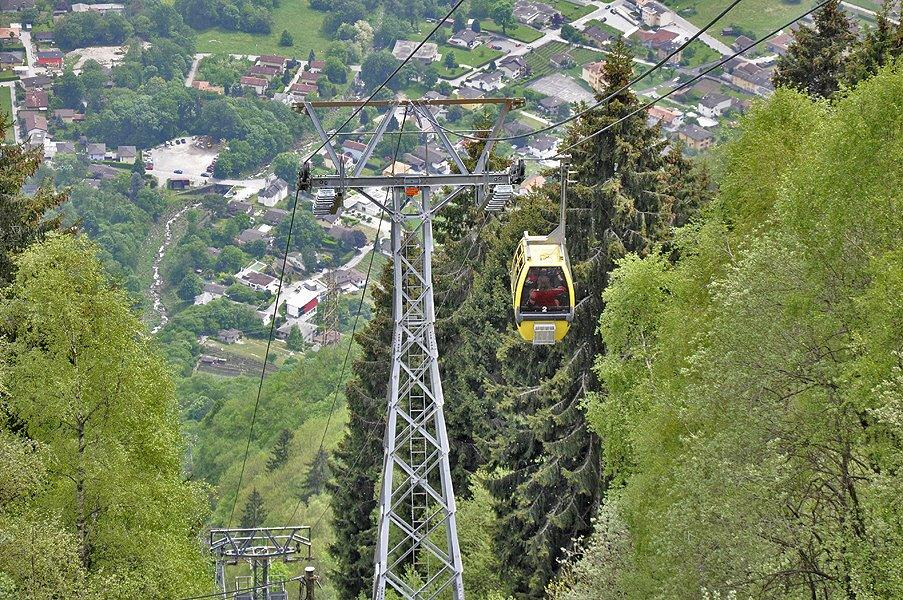
La funivia Pizzo di Claro

La funivia Pizzo di Claro collega Lumino ai Monti di Saurù ed è di proprietà del locale patriziato.

## Amministrazione
Ogni famiglia originaria del luogo fa parte del cosiddetto comune patriziale e ha la responsabilità della manutenzione di ogni bene ricadente all'interno dei confini del comune.